# Memantin
Memantin je lek iz adamantanske klase lekova za tretiranje Alchajmerove bolesti| koji deluje na glutamatergični sistem putem blokiranja NMDA glutamatnih receptora. On je prvi put sintetisan u kompaniji Eli Lili 1968. Memantin je u prodaju pod imenima Aksura, Akatinol, Namenda, Ebiksa, Abiksa i Memoks. Uprkos dugogodišnjeg istraživanja, postoji malo dokaza da ima uticaja na blagu do umerene Alchajmerovu bolest.